# Chudoba (Byczyna)

Blick auf Chudoba

Chudoba (deutsch: Eichborn) ist ein Ort der Stadt- und Landgemeinde Byczyna im Powiat Kluczborski der Woiwodschaft Opole in Polen.

## Geographie
Chudoba rund sieben Kilometer südlich von Byczyna, 13 Kilometer nördlich von Kluczbork (Kreuzburg) und 58 Kilometer nordöstlich von Opole (Oppeln).
Nordwestlich liegt die Bahnstation Biskupice koło Kluczborka, ein Haltepunkt an der Bahnstrecke Kluczbork–Poznań.
Nachbarorte von Chudoba sind nordöstlich Paruszowice (Baumgarten), im Norden Byczyna (Pitschen), im Süden Sarnów (Sarnau) und im Westen Kochłowice (Kochelsdorf).

## Geschichte
Eichborn war bis 1945 ein Vorwerk das zum Dorf Wilmsdorf gehörte.
Als Folge des Zweiten Weltkriegs fiel Eichborn 1945 mit dem größten Teil Schlesiens an Polen. Nachfolgend wurde der Ort in Chudoba umbenannt und der Woiwodschaft Schlesien angeschlossen. 1950 wurde es der Woiwodschaft Opole eingegliedert. Seit 1999 gehört es zum Powiat Kluczborski.